# Kirchnüchel
Kirchnüchel est une petite commune allemande du Schleswig-Holstein, située dans l'arrondissement de Plön, à douze kilomètres au sud-est de la ville de Lütjenburg. Kirchnüchel fait partie de l'Amt Lütjenburg qui regroupe 15 communes autour de la ville du même nom.

## Géographie
Kirchnüchel se trouve au sud-ouest du Bungsberg (168 m), le plus haut sommet du Schleswig-Holstein.
La commune de Kirchnüchel se compose du domaine de Grünhaus, d'une auberge et de l'église Sainte-Marie avec son presbytère et son cimetière.
Dans l'église Sainte-Marie, on peut notamment voir une petite statue de la Vierge décorée de perles de rivière. L'église en pierre de taille était un lieu de pèlerinage marial important avant la réforme protestante. C'est l'église la plus élevée (environ 110 m) du Schleswig-Holstein. Une chapelle funéraire se trouve à côté de l'église. Elle a été réalisée pour Cai Lorenz von Brockdorff (de) d'après le projet du sculpteur flamand Thomas Quellinus, établi à Copenhague.
Kirchnüchel se trouve sur la route de Schönwalde à Lütjenburg. Près de Kirchnüchel se trouve le village de Nüchel, qui compte environ quatre cents habitants et fait partie de la commune de Malente.

## Histoire
La région a été habitée de 500 à 1100 environ par des Wendes qui avaient immigré du Mecklembourg.
L'église a été construite en 1230.

## Héraldique
Les armes de Kirchnüchel se blasonnent ainsi : « D'azur à une pointe d'argent évasée à la manière d'un arc gothique, surmontée d'une rose héraldique rouge aux sépales verts, d'où partent vers le bas, en éventail et en s'élargissant, trois fleuves bleus ».
Kirchnüchel possède une église médiévale située à proximité d'une source qui faisait peut-être déjà l'objet d'un culte à l'époque préchrétienne et près de laquelle une chapelle mariale a été construite plus tard. Selon la tradition, il y avait dans l'église une statue de la Vierge vénérée comme miraculeuse, si bien que l'église est devenue un lieu de pèlerinage au Moyen Âge. La grande force d'attraction du lieu de pèlerinage a probablement incité le souverain à accorder à Kirchnüchel le droit de tenir marché. Depuis 1622, le village faisait partie du domaine de Kletkamp, propriété des comtes de Brockdorff, qui étaient également les maîtres de l'église de Kirchnüchel. En 1928, Kirchnüchel est devenue une commune indépendante. Les armoiries reflètent ce contexte historique : l'arc gothique représente l'église médiévale, qui fait également partie du nom de la localité. La rose, symbole de Marie, fait référence à la patronne de l'église et au pèlerinage qui se déroulait au Moyen Âge. Les barres ondulées qui s'écartent et s'élargissent symbolisent la source de la Vierge située à proximité de l'église, leur nombre de trois faisant également référence à plusieurs ruisseaux qui prennent leur source sur le territoire de la commune, dans les collines du Bungsberg, dont la source de la Schwentine dans un étang de la ferme Kirchmühl. Les couleurs blanc et bleu proviennent des couleurs des armoiries des comtes de Brockdorff, avec le rouge de la rose, les armoiries de la commune reprennent les couleurs du Land.

## Personnalités
Le professeur d'université de Kiel et auteur d'un ouvrage sur l'art des jardins Christian Cay Lorenz Hirschfeld (1742-1792) est né à Kirchnüchel.
Le conteur et dramaturge Julius Stinde (de) (1841-1905) est né dans le presbytère de Kirchnüchel.
Ludwig Benedict Trede (de) (1731-1819), fonctionnaire de la cour de la principauté de Lübeck à Eutin, est né à Grünhaus.

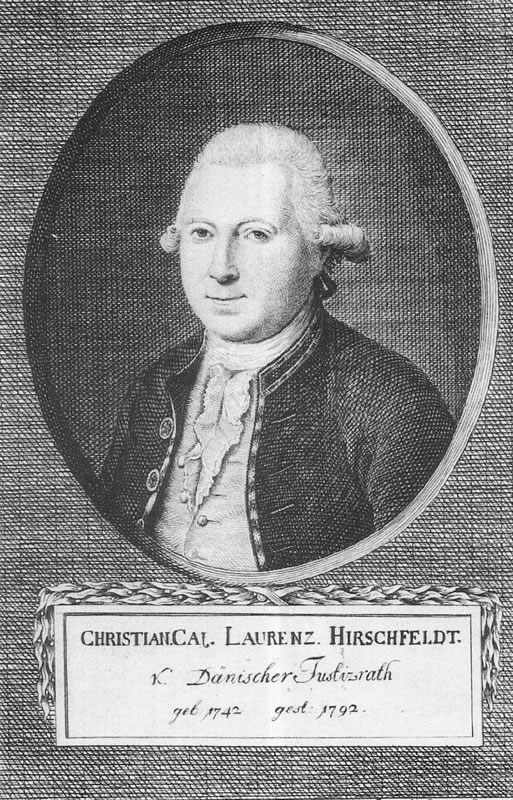
Christian Cay Lorenz Hirschfeld (1742–1792)
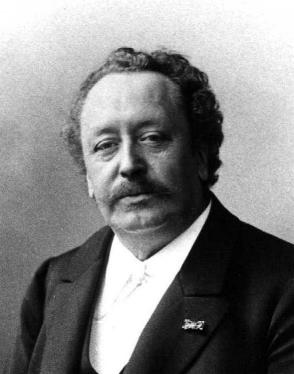
Julius Stinde (1841 - 1905)